# Адам Фейт
Терънс (Тери) Неламс-Райт, познат като Адам Фейт, е британски тийн идол, певец, актьор и финансов журналист. Той е един от най-добре представящите се в музикалните класации певец от 60-те. Той е първият британски музикант, който разполага със седем от своите хитове в Топ 5. Той е, наред с другото, първият британски музикант, който записва често свой собствен песенен материал.

## Биография
Терънс Неламс-Райт е роден на ул. Чърчфийлд Роуд, Актън, Лондон, Англия. Той няма информация, че фамилното му име е Неламс-Райт, докато не кандидатства за паспорт и акт за раждане. Той е известен като Тери Неламс. Трети в семейство от пет деца, Неламс израства в общинско жилище в работнически квартал. Учи се в Джон Перин Джуниър Скул. Влиза в работния пазар на 12 години, като доставя и продава вестници, докато е все още в училище. Първата му работа на пълен работен ден е като момче за ситопечат.